# 谢振华
谢振华（1916年8月—2011年8月3日），曾用名谢振泮。江西崇义人，中华人民共和国政治人物、军事将领。

## 生平

### 民国时期
谢振华是江西崇义县上堡乡人。谢振华之父谢世骥在1927年跟随朱德、陈毅率领的国民革命军第五纵队转战闽粤赣边界。1929年，谢世骥组织崇义县农民暴动，谢振华也参加暴动队。但暴动被崇义县保安团镇压下去，谢世骥和暴动队政委郭树声等惨遭杀害。1930年4月，谢振华参加中国工农红军第三军团第七军，同年加入中国共产主义青年团，1932年2月转为中国共产党党员，入红三军团政工干部训练队，任军团政治部青年干事兼青年训练队队长。1933年，调任红三军团新兵营教导员。1934年入红军大学，之后经贺昌举荐，担任红三军团五师十四团政委（团长黄冕昌），指挥第五次反围剿战役中的高虎脑战斗，但因不抵陈诚指挥的国军而退出战斗；在随后的万年亭战斗中成功镇守阵地。之后部队与中央红军一同长征。1936年红军东征山西时，担任红一方面军政治保卫局第二科科长。
1937年七七事变后，国共双方合作，7月10日，受命从延安出发，抵达八路军总部所在的山西泾阳县云阳镇，任第二战区战地总动员委员会人民武装部政工科长，负责招募新兵。1937年8月，他把新兵调至八路军总部驻地洪洞县，与原先的总部警卫营合并为八路军总部特务团，其担任团政委（团长为王鹤寿，同年底改为韦杰），该部队也称“朱德警卫团”。1938年，改任总政治部敌工部副部长，但不久就被召回延安，并于1939年，进入延安马列学院学习。结业后1940年，奉命率领1000余人苏北敌后展开工作。同年6月7日，谢振华一行离延安到西安。在西安他们化装成中央军校学员，经开封、洛阳等地到达皖北。担任八路军第五纵队政治部组织部部长兼敌工部部长。1940年10月，他率领第五纵队进入阜宁县建立根据地，并很快扩增一千余新兵，组建阜宁县大队，他担任大队长兼政委。1941年1月，其县大队与新四军第三师第八旅二十四团团部和五个连队合编，组建新的二十四团，由其担任团长（李少元任政委、陈发鸿任副团长）。1943年3月29日，日军山本中队偷袭八滩。4月1日，谢振华率部成功围攻击毙全部山本中队。1945年11月，担任淮海军分区政委。
1946年第二次国共内战开始，淮海军分区改为华中第六军分区，并在淮海区新建立华中新十旅，覃健任旅长，谢振华担任军分区政委兼新十旅政委。1947年2月，华东整编，他担任新成立的華東野戰軍第十二纵队副政委兼三十五旅政委。1948年3月，担任新组建的苏北兵团十二纵队司令员（政委李干辉），率部参加淮海战役。1949年2月，改任第三野战军第九兵团第30军军长，率部参加渡江战役、上海战役。攻占上海后，其率领该部驻防上海浦东。1949年7月，担任华东军政大学第二总队政委。并与二总队的文工团团员王煜成婚。

### 共和国时期
中华人民共和国成立后，1950年11月，华东军政大学撤销。谢振华担任中国人民解放军南京军事学院基本系主任兼党委书记。1955年，授中国人民解放军少将军衔，获二级八一勋章、二级独立自由勋章、一级解放勋章。朝鲜战争爆发后，1957年7月，出任志愿军第二十一军军长。1958年6月，率领二十一军回国。1962年6月，担任中国人民解放军第69军副军长（军长董其武），后升任军长。1967年，中央军委命令谢振华与政委曹中南率领六十九军进驻山西，他担任山西支左领导小组组长。
文化大革命期间山西政局混乱，刘格平、张日清支持的派系长期内耗。因此1967年7月23日，中共中央决定将谢振华推选为中共山西省委第一书记兼山西省革委会主任，此为《七二三布告》。1969年，同时任北京军区副司令员兼山西省军区司令员。1974年，山西地方戏《三上桃峰》被选调北京汇演，在江青的授意下，山西的两派造反派开始攻击谢振华，认为《三上桃峰》是为刘少奇、王光美翻案。因此谢振华下狱，被罢免官职。文化大革命结束后，1977年12月23日，中共中央任命其为沈阳军区副司令员。1978年7月5日，中共山西省委向中央写出报告，为谢振华因《三上桃峰》而引发的十一条罪状平反。1980年，中共中央决定调霍士廉入主山西，邓小平亲自过问谢振华的调查；中纪委也派出毛铎、刘家栋的工作组协助解决山西问题，最后为谢振华彻底平反。
1982年6月，中央军委任命谢振华为昆明军区政委兼军区党委书记，负责解决调整因文革而导致的军区团结与战力问题，期间调查边疆沿线部队情况，并提拔重用年轻将领、第十一军副军长何其宗、三十一师师长廖锡龙。1984年两山战役爆发，他与昆明军区司令张铚秀少将率部指挥，并成功镇守住老山、者阴山地区。1985年6月，昆明军区撤销，与成都军区合并。1985年9月，返回北京，增选为中央顾问委员会委员。1987年10月，中共十三大上，再次连任中央顾问委员会委员。
他是中国共产党第九届、十届、十二届、十三届全国代表大会代表，第十届中央委员会候补委员、第十二届中央委员会委员，第四届全国人民代表大会代表。2011年8月3日，因病在北京逝世，享年95岁。